# 市立大洲病院
市立大洲病院（しりつおおずびょういん）は、愛媛県大洲市西大洲にある公立病院。

## 概要
大洲喜多地区の中核病院であり、一般診療のほか救急医療における二次医療の提供や八幡浜・大洲医療圏域で唯一の結核病床の運営を行うなど行っている。平成7年度に旧病院解体のため純損失を計上して以降、平成8 年度～平成21 年度まで14年間黒字経営を継続してきたが、産婦人科･小児科の休止及び眼科常勤医師の不在、医師数の減少、診療報酬マイナス改定、消費税増税等の要因より、平成22年度決算より経常損失を計上している。その為、市立大洲病院では、経営形態を地方公営企業法の全部適用に変更や給食業務の委託など経営改革を行っている。

## 沿革
- 1947年2月 - 大洲町国民健康保険病院として開設される。
- 1949年4月 - 厚生省の所管となり、社会保険大洲病院となる。
- 1960年12月 - 厚生省より移管を受け、大洲市国民健康保険病院となる。
- 1964年4月 - 名称が「市立大洲病院」となる。
- 1994年12月 - 新病院が竣工。
- 1995年4月 - 新病院での診療開始。
- 2003年12月 - ホームページを開設。
- 2004年
  - 4月 - 地域医療連携室・患者相談室を設置。
  - 6月 - 訪問看護室を設置。
- 2005年
  - 4月 - 診療録管理室を設置。
  - 7月 - 神経内科診療開始。
- 2006年4月 - 医療安全対策室を設置。
- 2007年
  - 6月 - クリーンベンチを設置。
  - 9月 - 小児科･産婦人科が休止となる。
  - 11月 - 化学療法室を設置。
- 2008年9月 - 肝臓外来診療開始。
- 2010年11月 - 医療ソーシャルワーカーを配置。
- 2011年
  - 1月 - 医療クラークを配置。
  - 4月 - 経営形態を地方公営企業法全部適用に移行。
  - 5月 - 栄養サポートチーム（NST）を配置。
- 2012年7月 - 救急看護認定看護師を配置。
- 2013年
  - 4月 - 広域二次救急受け入れ開始。
  - 7月 - 感染管理認定看護師を配置。
- 2014年
  - 2月 - オーダリングシステム運用開始。
  - 6月 - 透析看護認定看護師を配置。
- 2015年12月 - 電子カルテシステムの運用開始。
- 2016年
  - 4月 - 給食業務の委託開始。院内保育所「よつば」開所。
  - 6月　- 認知症看護認定看護師を配置。

## 診療科目
- 内科
- 神経内科
- 外科
- 整形外科
- 泌尿器科
- 眼科
- 耳鼻咽喉科
- 皮膚科
- 産婦人科（休止）
- 小児科（休止）

## アクセス
バス
- 宇和島自動車「大洲駅前」バス停より大洲病院行きバスに乗車し、「新大洲病院前」で下車。
- 伊予鉄南予バス「大洲駅前」バス停より八幡浜、大洲病院前行きバスに乗車し、「大洲病院前」で下車。
- 大洲市内循環バス（ぐるりんおおず）で「大洲駅前」バス停より乗車し、「大洲病院前」で下車。

鉄道
- JR西大洲駅より徒歩で約15分。

自動車
- 松山自動車道大洲南インターチェンジから車で約10分。

## 周辺
- 伊予鉄南予バス大洲営業所
- ドラッグセイムス西大洲店
- ローソン市立大洲病院前店